# My Friend the King
My Friend the King is een Britse filmkomedie uit 1932 onder regie van Michael Powell. De film is wellicht zoekgeraakt.

## Verhaal
De taxichauffeur Jim sluit vriendschap met de minderjarige koning Ludwig van Ruritanië, die juist op bezoek is in Londen. Intussen bekokstoven misdadigers een plan om koning Ludwig te schaken. Jim tracht zijn vriend vervolgens uit de klauwen van zijn ontvoerders te redden.

## Rolverdeling
| Acteur         | Personage     |
| -------------- | ------------- |
| Jerry Verno    | Jim           |
| Robert Holmes  | Kapitein Felz |
| Tracy Holmes   | Graaf Huelin  |
| Eric Pavitt    | Koning Ludwig |
| Phyllis Loring | Prinses Helma |
| Luli Deste     | Gravin Zena   |
| H. Saxon-Snell | Karl          |
| Victor Fairley | Josef         |